# ジョー＝マックス・ムーア
ジョー＝マックス・ムーア（Joe-Max Moore、1971年2月23日 - ）は、アメリカ合衆国の元サッカー選手。元アメリカ代表。ポジションはフォワード。

## 来歴
1992年にアメリカ代表デビュー。自国開催の1994 FIFAワールドカップではメンバーに選ばれたが、出場機会は無かった。その後、1998 FIFAワールドカップ、2002 FIFAワールドカップにも出場した。アメリカ代表で通算99試合に出場、24得点をあげた。

## 代表歴

### 出場大会
- アメリカ代表
  - 1994 FIFAワールドカップ
  - 1998 FIFAワールドカップ
  - 2002 FIFAワールドカップ

### 試合数
- 国際Aマッチ 99試合 24得点（1992年-2002年）[1]

| アメリカ代表 | 国際Aマッチ | 国際Aマッチ |
| 年           | 出場        | 得点        |
| ------------ | ----------- | ----------- |
| 1992         | 1           | 0           |
| 1993         | 23          | 8           |
| 1994         | 10          | 1           |
| 1995         | 7           | 2           |
| 1996         | 11          | 4           |
| 1997         | 5           | 1           |
| 1998         | 13          | 1           |
| 1999         | 8           | 3           |
| 2000         | 4           | 2           |
| 2001         | 9           | 2           |
| 2002         | 8           | 0           |
| 通算         | 99          | 24          |